# エルジュビェタ・ウォキェトクヴナ
エルジュビェタ・ウォキェトクヴナ（ポーランド語：Elżbieta Łokietkówna, 1305年 - 1380年12月29日）は、ハンガリー王カーロイ1世の3番目の妃。ポーランド王ヴワディスワフ1世ウォキェテクの次女で、母はヴィエルコポルスカ公ボレスワフの娘ヤドヴィガ。ハンガリー語名はエルジェーベト（Łokietek Erzsébet）。

## 生涯
エルジュビェタはポーランドの王家であるピャスト家の一族として生まれた。父ヴワディスワフ1世は分裂したポーランドを再統一し、1320年1月20日にポーランド王として戴冠した。同年7月6日、エルジュビェタはハンガリー王カーロイ1世と結婚した。カーロイ1世にとっては3番目の妻だった。
1342年にカーロイ1世が死去すると、エルジュビェタとの間の息子ラヨシュ1世が王位を継承した。一方、父ヴワディスワフ1世が1333年に死去した後、エルジュビェタの弟カジミェシュ3世がポーランド王位を継承していたが、カジミェシュ3世が1370年に死去した時、残されたのは娘が2人と外孫が1人だけで、息子はなかった。他にピャスト家支流の諸侯がシレジアとマゾフシェにいたが、エルジュビェタの権限により、ラヨシュ1世がポーランド王位も継承した（ポーランド王としてはルドヴィク1世）。エルジュビェタはその死まで、ポーランドにおける実質的な統治権を維持したといわれる。ラヨシュ1世の即位によりポーランドのピャスト朝は終焉し、アンジュー家による統治が始まったが、ラヨシュ1世の娘ヤドヴィガの死によってその血統は断絶する。

## 子女
エルジュビェタとカーロイ1世には5人の男子がいた。
- カーロイ（1321年）
- ラースロー（1324年11月1日 - 1329年2月24日）
- ラヨシュ1世（1326年 - 1382年） - ハンガリー王およびポーランド王
- アンドラーシュ（1327年 - 1345年） - カラブリア公
- イシュトヴァーン（1332年 - 1354年） - スラヴォニア公

## ハンガリー王妃の水
ハンガリー王妃時代に、後にハンガリー水またはハンガリー王妃の水として知られる薬を献上され、愛用したという話が知られる。ハンガリー水は、ローズマリーを酒精と共に蒸留した薬用酒であるが、これはアルコールベースの香水の原型のひとつと考えられている。エルジュビェタはこの薬の効果で病が癒えて若返り、ポーランド王に求婚されたといい、これがハンガリー水の起源であると後世に喧伝された。しかし、当時のポーランド王は彼女の息子であるなど、史実との整合性はなく、ドイツ技術学の創始者ヨハン・ベックマン（1739 - 1811）は、話の内容から見て、後世に商品の箔付けのために作られたフィクションである可能性が高いと指摘している。ハンガリー水の起源に、エルジュビェタが何らかの形で関係しているかは不明であるが、蒸留技術の歴史などをかんがみると、その可能性はかなり低い。